# Ermittler!
Ermittler! ist eine True-Crime-Serie auf ZDFinfo, die seit 2018 ausgestrahlt wird.

## Inhalt
Die ZDFinfo-Serie Ermittler! dokumentiert reale Kriminalfälle aus Deutschland und beleuchtet die Arbeit von Polizei, Staatsanwaltschaft und Forensikern. Die Reihe zeigt den Verlauf von Ermittlungen – von der ersten Spurensicherung bis zur Aufklärung des Falls. Dabei setzt sie auf Originalaufnahmen, Interviews mit Ermittlern sowie detaillierte Rekonstruktionen der Taten.
Das Format hebt sich durch eine sachliche, aber zugleich spannende Darstellung der Verbrechen hervor. Es werden spektakuläre Mordfälle, Entführungen und andere Straftaten behandelt, bei denen moderne forensische Methoden eine entscheidende Rolle spielten.

## Produktion und Autoren
Die Serie wird seit Juni 2018 bei ZDFinfo ausgestrahlt und umfasst 116 Episoden (Stand: 2025). Zu den Autoren der Serie gehören unter anderem David Sarno, Sascha Lapp, Britta Marks und Stefan Ummenhofer. Die Produktion erfolgt durch verschiedene Dokumentationsfirmen im Auftrag des ZDF.

## Rezeption
Die Sendung erfreut sich großer Beliebtheit bei True-Crime-Fans und wird regelmäßig in den Mediatheken des ZDF und auf YouTube abgerufen. Kritiker loben die faktenbasierte Erzählweise und die präzise Aufarbeitung der Fälle.